# Strada militare osseta

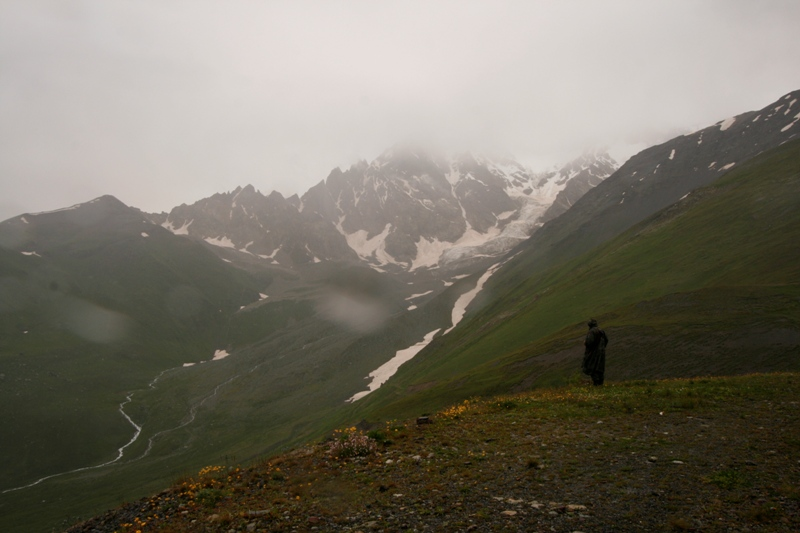
Mamison

La strada militare osseta (in russo Военно-Осетинская дорога?, in georgiano ოსეთის სამხედრო გზა?) fu costruita tra il 1854 e il 1889, dalle autorità imperiali russe nel Caucaso. La strada attraversa le valli dei fiumi Rioni e Ardon e collega Kutaisi, Georgia con Alagir, Federazione Russa, attraversando la cresta del Gran Caucaso attraverso il Passo di Mamison (strada Kutaisi-Alpana-Mamison) a 2.911 m. Il percorso lungo 270 km è usato oggi raramente, essendo stato soppiantato dalla costruzione nel 1971-1981 dell'autostrada transcaucasica, che attraversa la catena del Caucaso attraverso il tunnel di Roki. Gli incroci alternativi includono la Strada militare georgiana, che attraversa il Passo di Jvari a 2379 m.